# Translatio imperii
Translatio imperii (latinsky přenesení vlády) je koncept vyvinutý ve středověku a popisující historii jako lineární vývoj. Následník získává vládu přenesením moci z jednoho nejvyššího vládce (císaře) na dalšího.

## Definice
Jacques Le Goff popisuje koncept translatio imperii jako typický projev středověku. A to z několika důvodů: idea linearity (nepřerušeného pokračování, posloupnosti) času a historie byla pro středověk typická; koncept translatio imperii také opomíjel podobné vývoje v jiných částech světa (které neměly pro středověké Evropany žádný význam) a zároveň nerozlišoval mezi nadpozemskou historií a historií světové mocnosti. Tehdejší Evropané považovali nadpřirozené a hmotné věci za součást jednoho kontinua, jež brali jako svou skutečnost, realitu. Navíc princip kauzality jedné vlády nevyhnutelně vedoucí ke svému nástupci byl často zmiňován ve středověkých kronikách, což je považováno za typický středověký přístup.

## Příklady přenesení moci
Nebylo překvapením, že většina autorů popisovala translatio imperii jako posloupnost vedoucí k velmoci ovládající oblast, ve které autor žil.
- Prokopios z Kaisareie (žijící v tehdejší Východořímské říši): přenesení císařské autority z Říma do Konstantinopole, pouze její panovník směl tedy používat titulu římského císaře[2]
- Ota z Freisingu (žijící na území Německa): Řím → Byzantská říše → Franská říše → Langobardi → Němci (= Svatá říše římská);
- Chrétien de Troyes (žijící ve Francii): Řecko → Řím → Francie[3]
- Richard de Bury (Anglie, 14. století): „Athény“ (Řecko) → Řím → „Paříž“ (Francie) → Anglie
- Filofej Pskovský (Rusko, 16. století): Řím → Konstantinopol → Moskva – třetí Řím